# Bruno Trentin
Bruno Trentin (n. 9 decembrie 1926 - d. 23 august 2007) a fost un lider sindicalist și politician  italian, fost membru al Parlamentului European în perioada 1999 - 2004 din partea Italiei. 
1. 1 2  „Bruno Trentin”, Gemeinsame Normdatei, accesat în 29 aprilie 2014
2. 1 2  Autoritatea BnF, accesat în 10 octombrie 2015
3. ↑  Find a Grave
4. ↑  Deputații în Parlamentul European